# Letestudoxa
Letestudoxa là chi thực vật có hoa trong họ Annonaceae, được François Pellegrin mô tả khoa học lần đầu tiên năm 1920.

## Phân bố
Các loài trong chi này là bản địa châu Phi, bao gồm các quốc gia Angola, Cameroon, Cộng hòa Congo, Gabon.

## Các loài
- Letestudoxa bella Pellegr., 1920: Cabinda (tỉnh của Angola), Cameroon, Cộng hòa Congo, Gabon.
- Letestudoxa glabrifolia Chatrou & Repetur, 1998: Gabon.
- Letestudoxa lanuginosa Le Thomas, 1966: Cộng hòa Congo, Gabon.